# Estação Sevilla (Metro de Madrid)
Sevilla é uma estação da Linha 2 do Metro de Madrid.